# El Paso (película)
El Paso es una película estadounidense en tecnicolor de 1949 de temática western dirigida por Lewis R. Foster.

## Reparto
- John Payne como Clay Fletcher.
- Gail Russell como Susan Jeffers.
- Sterling Hayden como Bert Donner.
- George 'Gabby' Hayes como Pesky (Pescaloosa) Tees.
- Dick Foran como Sheriff La Farge.
- Eduardo Noriega como Don Nacho Vázquez.
- Henry Hull como Juez Henry Jeffers.
- Mary Beth Hughes como Stagecoach Nellie.
- H. B. Warner como Juez Fletcher.
- Bobby Ellis como Jack Elkins.
- Catherine Craig como Señora Elkins.
- Arthur Space como John Elkins.
- Steven Geray como Joe el mexicano.